# Wassili Nikolajewitsch Anochin

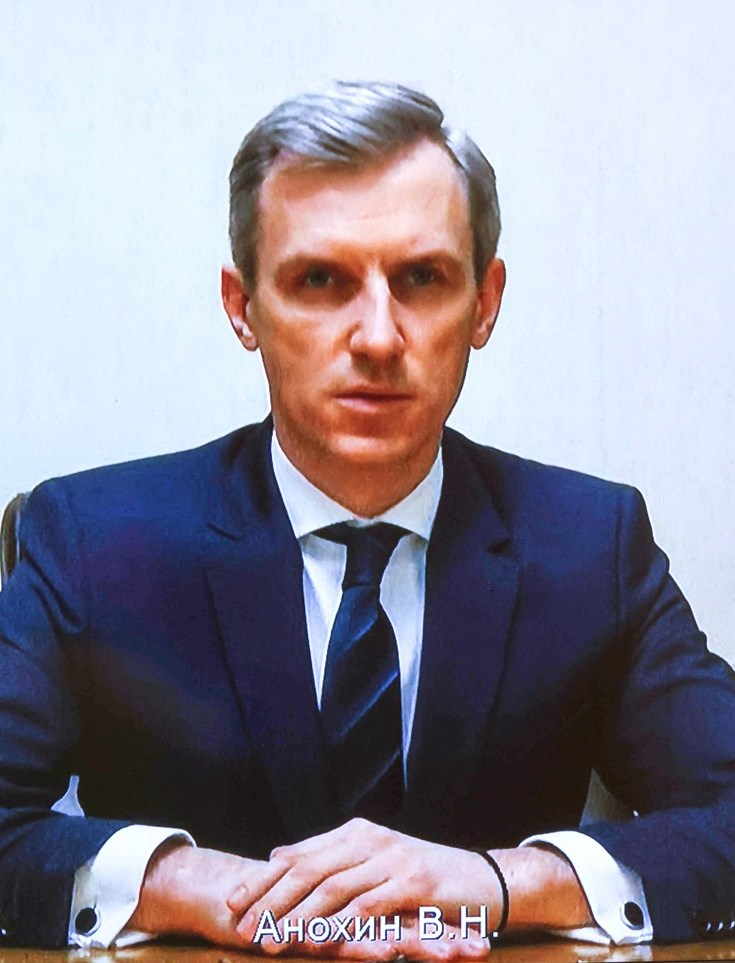
Wassili Anochin, 2023

Wassili Nikolajewitsch Anochin (russisch Василий Николаевич Анохин; * 24. Mai 1983 in Moskau) ist ein russischer Regierungsbeamter, der seit dem 17. März 2023 vorübergehend das Amt des Gouverneurs der Oblast Smolensk ausübt. Er ist ein aktiver Staatsrat der Russischen Föderation 2. Klasse (2022) und hat einen Doktortitel in Wirtschaftswissenschaften (2008).

## Leben
Im Jahr 2005 absolvierte Anochin die Akademie für wirtschaftliche Sicherheit des Innenministeriums mit dem Schwerpunkt „Steueruntersuchungen.“ 2009 folgte eine Weiterbildung im Nationalen Wirtschaftsinstitut der Regierung der Russischen Föderation im Rahmen des Programms „Zivilrechtliches Modul.“ Er studierte Finanzrecht an der Finanzuniversität der Regierung und schloss 2012 sein Masterstudium ab, sowie im Jahr 2016 ein weiteres Masterstudium an der Russischen Wirtschaftsschule.
Von 2015 bis 2016 war er Leiter der Vertretung der Verwaltung der Oblast Smolensk bei der Regierung der Russischen Föderation. Von September 2016 bis November 2018 war er stellvertretender Gouverneur der Oblast Smolensk. Ab November 2018 arbeitete er im Sekretariat des stellvertretenden Premierministers Russlands, Witali Mutko, und ab März 2020 war er stellvertretender Leiter des Sekretariats des stellvertretenden Premierministers Russlands, Marat Chusnullin. Seit Januar 2021 ist er Direktor der Abteilung für regionale Entwicklung im Apparat der Regierung der Russischen Föderation.
Am 17. März 2023 ernannte Russlands Präsident Wladimir Putin Wassili Anochin zum kommissarischen Gouverneur der Oblast Smolensk.